# Martock
Martock è un villaggio con status di parrocchia civile nel South Somerset, in Inghilterra.